# Gare de Glasgow Queen Street
 (mai 2025).
Si vous disposez d'ouvrages ou d'articles de référence ou si vous connaissez des sites web de qualité traitant du thème abordé ici, merci de compléter l'article en donnant les références utiles à sa vérifiabilité et en les liant à la section « Notes et références ».
La gare de Glasgow Queen Street est une gare ferroviaire écossaise, située sur le territoire de la ville de Glasgow, en Écosse.
Elle est achevée en 1842.